# Johannes Eduard Folckard Willms
Johannes Eduard Folckard Willms (* 7. September 1860 in Jever; † 19. Dezember 1937 ebenda) war ein deutscher Verwaltungsjurist und Regierungspräsident des oldenburgischen Landesteils Lübeck.

## Leben
Willms war ein Sohn des jeverschen Weinhändlers Onko Emmius Willms (1827–1889) und dessen Frau Johanne Rosaline Henriette geb. Volkhausen (1836–1871). Sein sechs Jahre jüngerer Bruder Otto Georg Hermann Willms wurde Bürgermeister in Delmenhorst. Er besuchte das Mariengymnasium Jever und studierte Rechtswissenschaften in Tübingen, Berlin und Göttingen. 1880 wurde er im Corps Borussia Tübingen recipiert. 1883 bestand er das Tentamen (1. juristische Staatsprüfung) und 1889 das Examen (2. juristische Staatsprüfung). Er trat in den oldenburgischen Staatsdienst und wurde zunächst Auditor beim Amt Cloppenburg. 1891 wurde er als juristischer Hilfsarbeiter cum voto (mit Stimme) an die Regierung im Fürstentum Birkenfeld versetzt. 1892 erfolgte seine Festanstellung und die Ernennung zum Amtsassessor. 1896 kam er an das Amt Westerstede und 1897 an die Regierung in Eutin. 1899 wurde er zum Mitglied der Revisionsbehörde in Eutin und 1901 zum Regierungsassessor bei der Regierung in Eutin ernannt. Zum 1. Mai 1901 wurde er Amtshauptmann für das Amt Friesoythe. 1905 kam er als Vortragender Rat zum Departement des Innern unter Beilegung des Titels Regierungsrat. Gleichzeitig wurde er Mitglied der Direktion der Witwen-, Waisen- und Leibrentenkasse in Oldenburg. 1906 wurde er zum Zivilvorsitzenden der Oberersatzkommission sowie zum Zivilvorsitzenden der Prüfungskommission für Einjährig-Freiwillige ernannt. Ab 1907 war er zugleich Ordensrentmeister bei der großherzoglichen Ordenskanzlei (bis 1912) und ab 1908 Stellvertreter eines Mitgliedes der Hausfideikommissdirektion (bis 1911). 1911 zum Vorstand der Brandkassenverwaltung in Oldenburg ernannt, wurde er 1912 zum Oberregierungsrat beim Departement des Innern befördert. Zum 15. Oktober 1919 wurde er als Nachfolger von Peter Friedrich Nicolaus Meyer zum Vorsitzenden der Regierung in Eutin mit der Dienstbezeichnung Regierungspräsident ernannt. Zum 1. August 1927 wurde er in den Ruhestand versetzt.
Seit 1892 war er verheiratet mit Amalie Eleonore geb. Graepel (1868–1947), einer Tochter des oldenburgischen Landtagspräsidenten Friedrich Graepel (1818–1890) und Schwester des Ministers Otto Graepel (1857–1924). Das Ehepaar hatte zwei Töchter.

## Ehrungen
- Oldenburgischer Haus- und Verdienstorden des Herzogs Peter Friedrich Ludwig
  - 1913 Ehren-Ritterkreuz II. Klasse mit der silbernen Krone
  - 1914 Ehren-Ritterkreuz I. Klasse
- Roter Adlerorden III. Klasse (1914)